# Osmar Donizete Cândido
Osmar Donizete Cândido (n. 24 octombrie 1968) este un fost fotbalist brazilian.

## Palmares

### Club
UAG Tecos
- Liga MX: 1993–1994

### Individual
- Golgheterul Primei Ligi Mexicane – 1995
- Bola de Prata – 1995

## Statistici
| Brazilia | Brazilia | Brazilia |
| An       | Meciuri  | Goluri   |
| -------- | -------- | -------- |
| 1995     | 1        | 1        |
| 1996     | 3        | 1        |
| 1997     | 4        | 0        |
| 1998     | 1        | 0        |
| Total    | 9        | 2        |